# Tscheko-See
Der Tscheko-See (russisch Чеко) ist ein kleiner Süßwassersee in der Region Krasnojarsk (Sibirien).
Es gibt Vermutungen von Wissenschaftlern, dass dieser See ein Einschlagkrater ist, der beim Tunguska-Ereignis entstand. Diese Theorie wird jedoch auf Grund neuerer Erkenntnisse zum Alter des Sees als widerlegt angesehen.
Die Bestimmung des Alters des Sees kann zur Klärung dieser Frage beitragen. Auf Karten vor 1908 ist der See nicht verzeichnet, allerdings sind Kartenwerke dieses Alters unvollständig und ungenau. Anhand der Dicke der Sedimentschicht wurde ein Alter von mehreren Tausend Jahren vorgeschlagen. Bei einer Untersuchung durch Luca Gasperini, Enrico Bonatti und Giuseppe Longo im Jahre 2007 wurde der See unter anderem mit dem Echolot untersucht. Die dabei ermittelte trichterartige Form des Sees und ein markantes Echo unterhalb des Seebodens deuten auf ein Impaktereignis hin. Ebenfalls wurde eine leichte magnetische Anomalie ermittelt, ein Hinweis auf einen metallischen Einschlagkörper.
Russische Wissenschaftler haben im Januar 2017 Untersuchungsergebnisse veröffentlicht, wonach der See sehr wahrscheinlich mehr als 280 Jahre alt ist und somit als Einschlagkrater des Tunguska-Ereignisses nicht in Frage kommen dürfte.